# Amerikaanse presidentsverkiezingen 2008
De Amerikaanse presidentsverkiezingen van 2008 werden gehouden op 4 november 2008. Winnaar van de presidentsverkiezingen werd Barack Obama met uiteindelijk 365 kiesmannen, vergeleken met 173 kiesmannen voor McCain. Barack Obama heeft op 20 januari 2009 op het terras van het Capitool in Washington D.C. het ambt aanvaard als de 44e president van de Verenigde Staten.
De presidentsverkiezingen van 2008 hebben uitgemaakt wie George W. Bush zou opvolgen en de 44e President van de Verenigde Staten zou worden. Volgens het 22e amendement van de Grondwet van de Verenigde Staten mag een president namelijk niet meer dan twee termijnen die rol vervullen.
De verdeling van kiesmannen over de staten was hetzelfde als in de presidentsverkiezingen van 2004, namelijk gebaseerd op de census van 2000.
In overeenstemming met de Amerikaanse wet, werden op die dag, Election Day, ook de parlementsverkiezingen voor het Huis van Afgevaardigden en de Senaat gehouden. Tevens vonden er in 11 staten gouverneursverkiezingen plaats.

## Kandidaten
Sinds de parlementsverkiezingen op 7 november 2006 volgden de kandidaatstellingen elkaar – vooral in de eerste maanden van 2007 – snel op, tot in september 2007 de laatste kandidaten zich meldden.
De presidentskandidaten dienden zich officieel te registreren bij de Federale Verkiezingscommissie (Federal Election Committee: FEC). Sommige verkiezingskandidaten stopten al in 2007, wegens gebrek aan succes.
Na de reeks van voorverkiezingen werden uiteindelijk door de Republikeinen de senator uit Arizona, John McCain de kandidaat voor het presidentschap. McCain koos Sarah Palin, de gouverneur van Alaska, als zijn running mate.
Voor de Democraten werd senator Barack Obama uit Illinois de presidentskandidaat. Joe Biden, zijn collega in de senaat uit Delaware, werd door Obama als zijn running mate gekozen.

## Presidentskandidaten

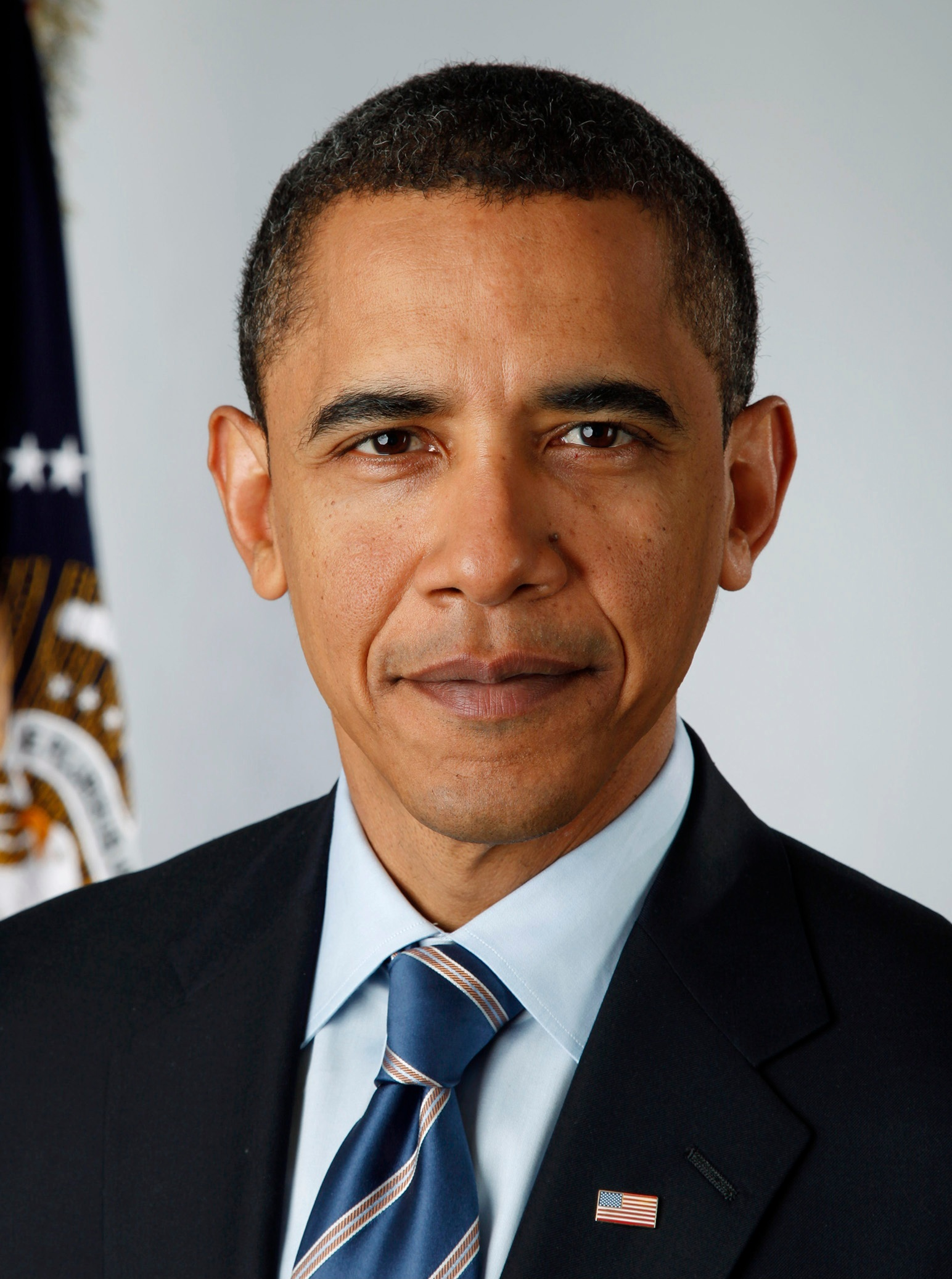
Senator Barack Obama uit Illinois Democratische Partij
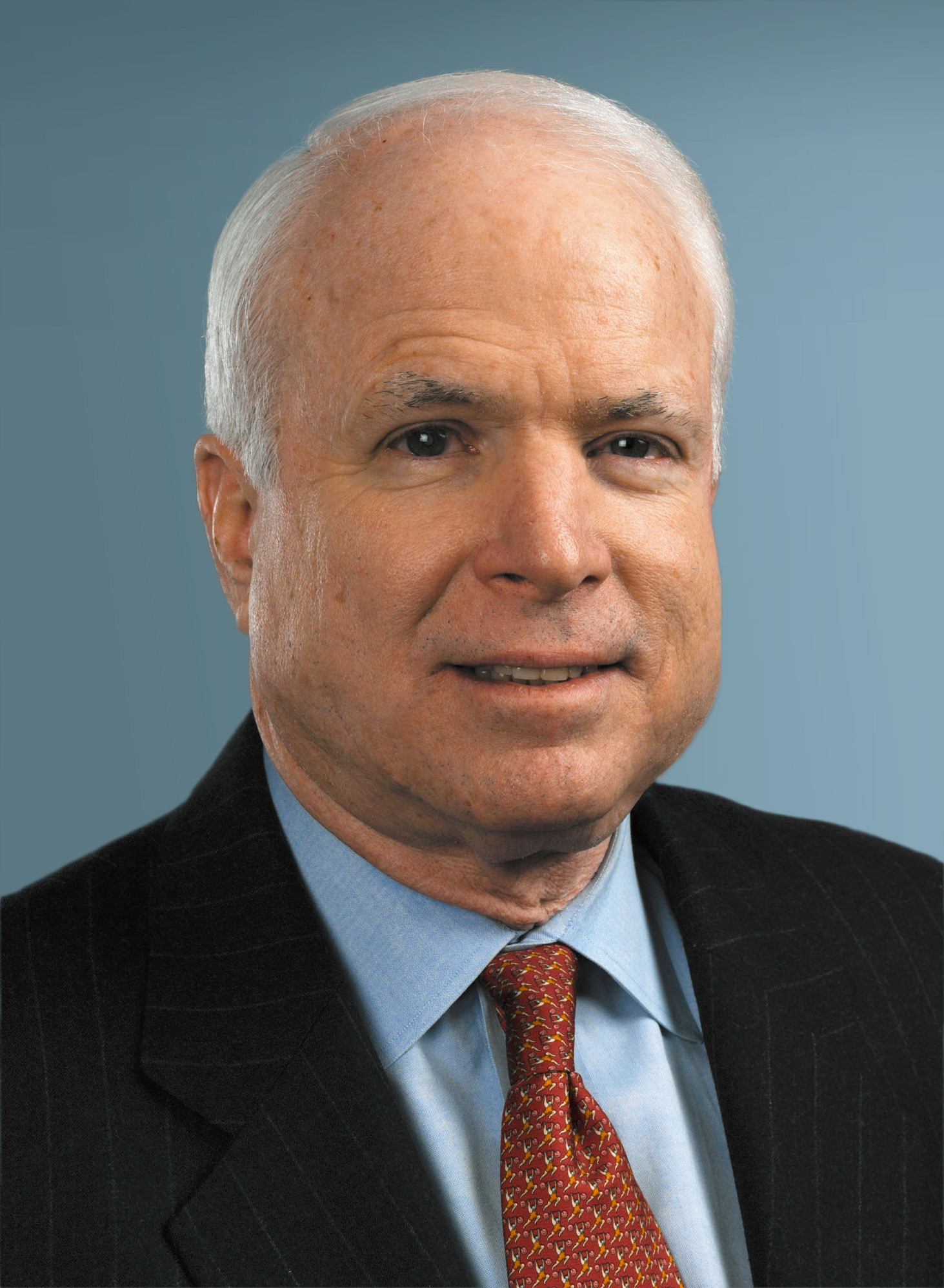
Senator John McCain uit Arizona Republikeinse Partij

### Vicepresidentskandidaten

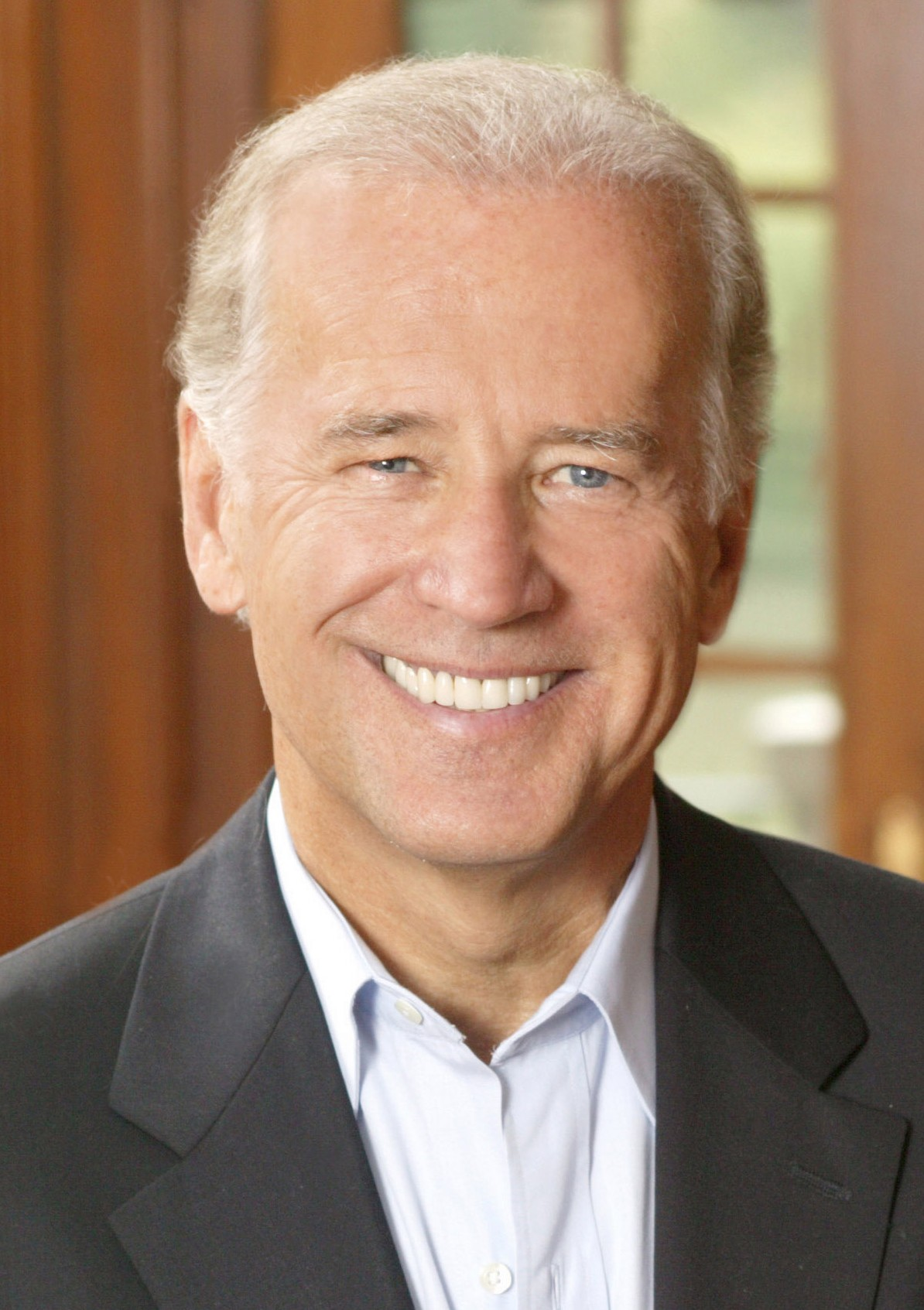
Senator Joe Biden uit Delaware Democratische Partij
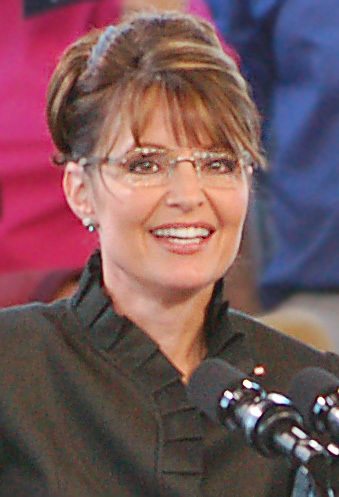
Gouverneur Sarah Palin uit Alaska Republikeinse Partij

### Onafhankelijke kandidaten
Een kandidaat kan ook met behulp van een andere partij of onafhankelijk (independent) meedoen aan de presidentsverkiezing. Ross Perot wist als derde kandidaat in 1992 18,9% van de kiezers achter zich te scharen, maar won uiteindelijk geen enkele staat. De grootste hindernis voor kandidaten die op deze wijze meedoen, is om hun naam op het stembiljet te krijgen in elk van de 50 Staten van de Verenigde Staten plus Washington D.C.. Elke staat heeft daarvoor zijn eigen regels.
Ralph Nader bijvoorbeeld stond, als kandidaat voor de Green Party in 2000, maar in 44 staten op het stembiljet verkiesbaar. Nader werd door Democraten beschuldigd van het stelen van beslissende stemmen tijdens de Amerikaanse presidentsverkiezingen 2000 waardoor George W. Bush de verkiezingen kon winnen van Democratische kandidaat Al Gore.
Op 24 februari 2008 maakte Nader bekend dat hij voor de derde maal zou deelnemen als onafhankelijk presidentskandidaat met Matt Gonzalez als zijn running mate.

## Campagne voor de conventies

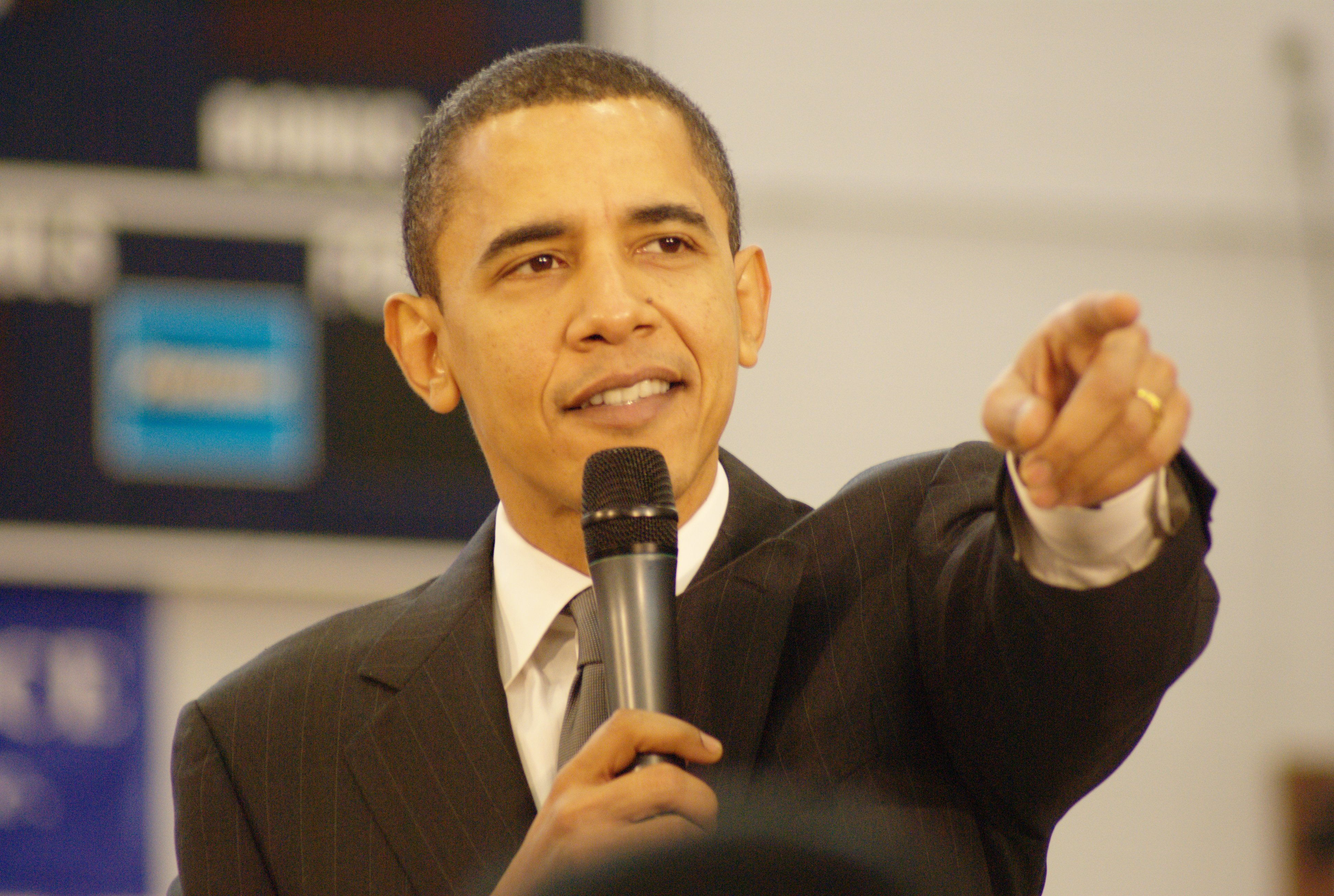
Democratisch presidentskandidaat Barack Obama

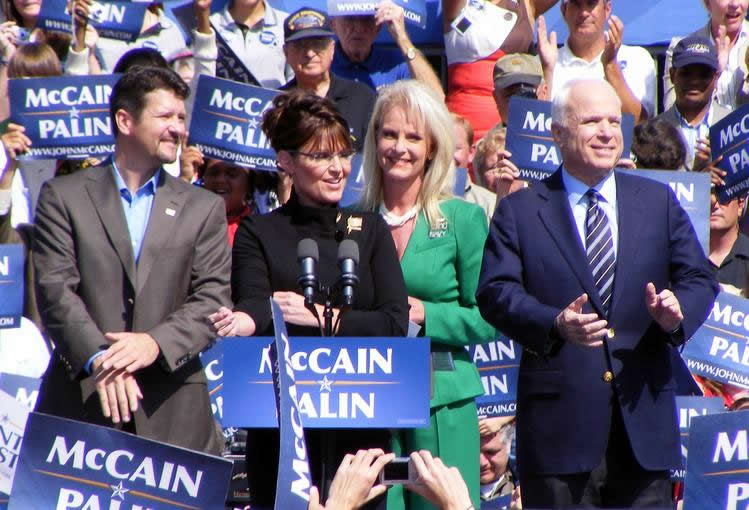
John McCain en Sarah Palin tijdens een campagnestop

Kort nadat Obama genoeg Democratische gedelegeerden had gewonnen, waren er allerlei geruchten over de mogelijk vicepresidentskandidaat van zowel Obama als McCain. Mogelijke kandidaten voor Obama waren Joe Biden, John Edwards, Hillary Clinton, Chuck Hagel (R), Tim Kaine, Mark Warner, Sam Nunn en Jim Webb. Uiteindelijk koos Obama op 23 augustus voor Joe Biden, die veel ervaring heeft met het buitenlandse beleid van de Verenigde Staten.
Mogelijke kandidaten voor McCain waren Eric Cantor, Mitt Romney, Joe Lieberman, Bobby Jindal, Mike Huckabee, Rudy Giuliani en Charlie Crist. McCain verraste echter door Sarah Palin, de gouverneur van Alaska, te kiezen.
In juli 2008 bracht Obama bezoeken aan Afghanistan, Irak, Jordanië, Israël, Duitsland, Frankrijk en Groot-Brittannië. Samen met de Democratische senator Jack Reed en de Republikeinse senator Chuck Hagel vormde Obama officieel een voor de gelegenheid samengestelde delegatie van de Senaat. Met deze buitenlandse reis wilde Obama aan de Amerikaanse kiezers laten zien dat hij zijn mannetje kan staan in het ingewikkelde buitenland. Ook moet het beeld neergezet worden dat hij geschikt is als 'Commander in chief', als opperbevelhebber van het leger. Zijn tegenstander McCain hamerde er voortdurend op dat Obama een gebrek aan ervaring had in buitenlands beleid om een goede president te zijn in tijden van oorlog.
In Duitsland gaf Obama een toespraak voor ruim 200.000 mensen in Berlijn. Over de locatie van de speech was vooraf veel te doen. Obama wilde spreken bij de Brandenburger Tor, maar bondskanselier Angela Merkel stak er een stokje voor omdat ze niet wilde dat het monument wordt gebruikt voor partijpolitieke doeleinden.
Op 9 augustus kwam het nieuws naar buiten dat John Edwards heeft toegegeven een buitenechtelijke relatie te hebben gehad. Edwards had een affaire met een vrouw die hij in 2006 ontmoette. Ze kreeg daarna een baby, maar Edwards ontkende dat hij de vader is. Tijdens de verkiezingscampagne oogstte Edwards veel lof voor de steun aan zijn vrouw, die lijdt aan een ongeneeslijke vorm van kanker. In januari trok hij zich terug uit de verkiezingsrace. Edwards betuigde in een verklaring veel spijt van de fout die hij heeft gemaakt.
Nadat in augustus 2008 de oorlog in Zuid-Ossetië uitbrak tussen Rusland en Georgië, spraken beide kandidaten hun steun uit voor de Georgische president Micheil Saakasjvili. Ze hadden allebei telefoongesprekken gevoerd Saakasjvili, en riepen Rusland op zijn soldaten terug te trekken uit Georgië en de soevereiniteit van het land te erkennen. McCain noemde de militaire acties van Rusland in het gebied "volledig onacceptabel" en "een grote bedreiging van Europese-Atlantische veiligheid". Ook waarschuwde hij het Kremlin voor langdurige gevolgen voor de relatie tussen de VS en Rusland. John McCain heeft tijdens zijn campagne vaker uitgehaald naar Rusland. Zo wil hij het land uit de G8, de groep economisch machtige landen, zetten, omdat het volgens hem geen democratie is. Ook Barack Obama veroordeelde de acties van Rusland. Hij benadrukte dat er gestreefd moet worden naar een diplomatieke oplossing. "Een echte neutrale bemiddelaar, niet de Russische regering, moet meteen een onderhandelingsproces beginnen", aldus Obama. Hij vindt dat die bemiddelaar gezocht moet worden onder topdiplomaten van de Verenigde Naties en uit de VS en de Europese Unie. Het conflict in Zuid-Ossetië was de eerste internationale crisis waar de kandidaten mee werden geconfronteerd. John McCain valt in de campagne regelmatig zijn Democratische tegenstrever Barack Obama aan op zijn gebrek aan ervaring in buitenlandse zaken. De harde lijn van McCain in het huidige conflict lokte een kritische reactie van de Obama-campagne uit. Verschillende medewerkers wezen erop dat McCains belangrijkste buitenlandadviseur een voormalig lobbyist voor Georgië is. Het bedrijf van deze Randy Scheunemann verdiende de afgelopen vier jaar meer dan twee miljoen dollar met lobbywerk voor dat land. Voor Obama's woordvoerder Hari Sevugan was dat het bewijs dat McCain "vast zit in een cultuur van lobbyisten". De Republikeinse gouverneur van Louisiana, Bobby Jindal, nam het op voor McCain. Hij zei dat de Amerikanen juist tijdens dergelijke crises een sterke leider nodig hadden. "We hebben ervaren leiders nodig, zoals senator McCain", aldus Jindal.
Op 14 augustus werd het land geschokt door een moord op een politicus. In de staat Arkansas werd de voorzitter van de Democratische partij van deze staat doodgeschoten. De dader was het kantoor van de partijleider in Little Rock, de hoofdstad van Arkansas, binnengelopen met de mededeling dat hij vrijwilligerswerk wilde doen voor de Democraten. Daarop schoot hij op de 48-jarige partijvoorzitter Bill Gwatney. Die werd naar het ziekenhuis vervoerd, waar hij een paar uur later overleed. De dader werd later na een achtervolging van bijna 50 kilometer door de politie doodgeschoten. Het was de 50-jarige Timothy Dale Johnson. Het motief voor de moordaanslag is nog steeds onduidelijk. Gwatney zat in het verleden in de Amerikaanse Senaat en zou bij de Democratische conventie in Denver deelnemen als supergedelegeerde. Hij was een vriend van Bill en Hillary Clinton. De Clintons hebben lange tijd in Little Rock gewoond waar Bill Clinton gouverneur van de staat Arkansas was. "We zijn enorm aangeslagen door het nieuws dat Bill Gwatney is overleden", aldus het Democratische echtpaar.

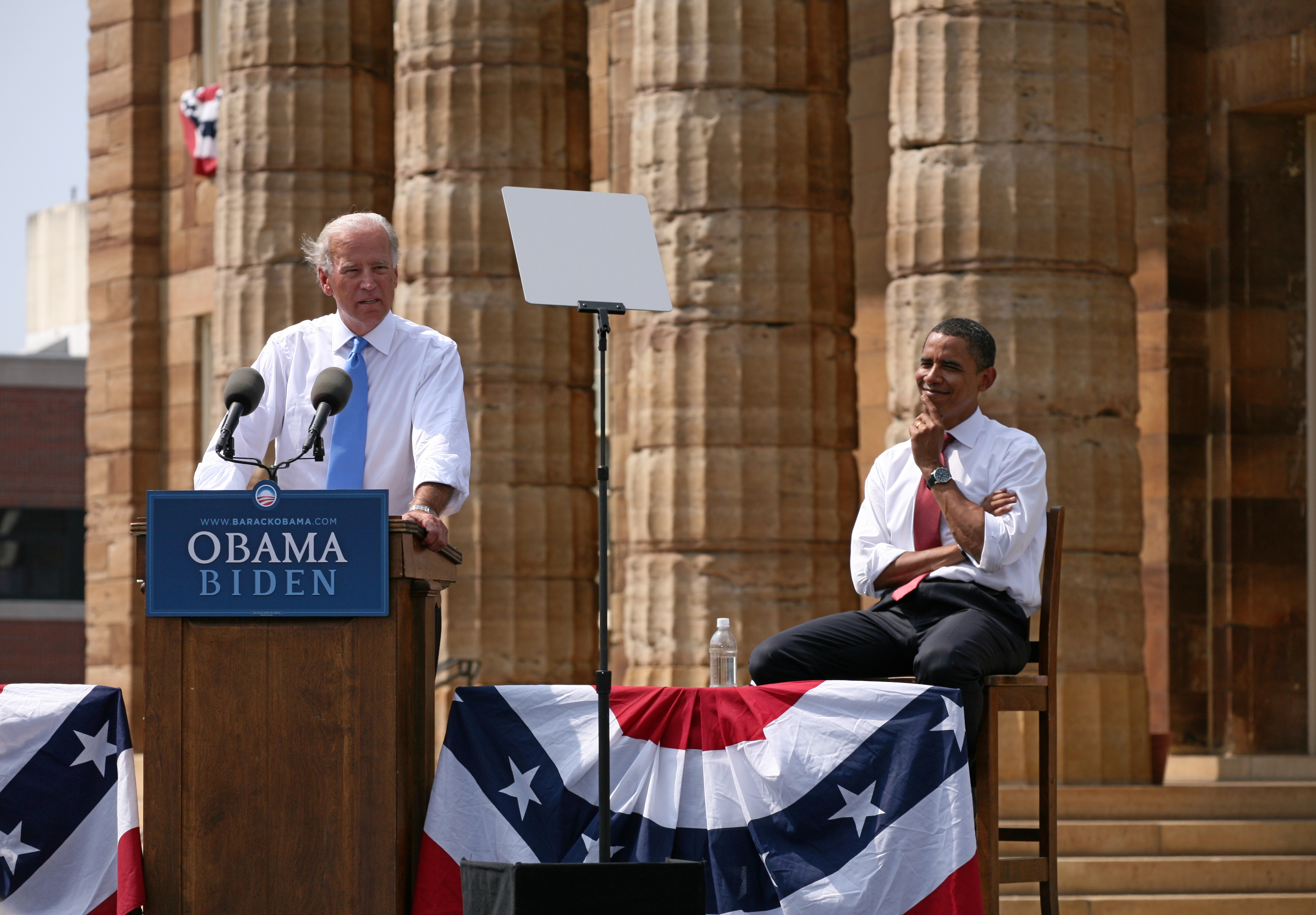
Joe Biden samen met Barack Obama

Vlak voor het begin van de Democratische conventie maakte Barack Obama bekend wie zijn running-mate zou worden. Het is Joe Biden geworden, een oud-kandidaat in de Democratische voorverkiezingen, maar op 3 januari terugtrok, omdat hij minder dan 1% van de stemmen gehaald te hebben in de Iowa caucus. Met die keuze lijkt Obama te reageren op de voornaamste kritiek die hij van de Republikeinen krijgt: gebrek aan politieke ervaring. Obama zou vergeleken met zijn rivaal John McCain vooral te weinig ervaring hebben met buitenlandse zaken en defensie. De 65-jarige Joe Biden heeft veel ervaring. Hij is voorzitter van de Commissie van Buitenlandse Zaken van de Senaat en al 35 jaar senator. Hij is daarmee een van de afgevaardigden die het langst in de Senaat zitten. Eerder was hij hoofd van de senaatscommissie van Justitie. Hij had toen wetgeving tegen de georganiseerde misdaad in zijn portefeuille, het benoemen van de hoogste Amerikaanse rechters en grondwetzaken. Biden heeft twee keer zelf een gooi gedaan naar het presidentschap: in 1988 en 2008. Politieke waarnemers verwachten dat hij de zogenoemde 'blue collar'-stemmers trekt. Daarmee worden arbeiders en lager betaalde werknemers bedoeld. Obama's voormalige rivaal Hillary Clinton was geliefd bij die stemmers.

## Conventies
- 23-26 mei - Libertarische conventie in Denver (Colorado).
- 10-13 juli - Groene conventie in Chicago (Illinois).
- 25-28 augustus - Democratische conventie in Denver (Colorado).
- 1-4 september - Republikeinse conventie in St. Paul (Minnesota).

## Campagne na de conventies
Direct na de Republikeinse conventie nam John McCain de leiding over van Barack Obama in de opiniepeilingen. McCain kreeg 46 procent van de stemmen, tegen 41 procent voor Obama. Dit wekte kritiek bij de Democraten, dat Obama het niet lukt om kiezers buiten zijn eigen Democratische achterban te overtuigen.
Op 11 september namen McCain en Obama gezamenlijk deel aan de herdenking in New York van de aanslagen van 11 september 2001. De senatoren zeiden dat de partijpolitiek voor deze gelegenheid aan de kant werd gezet. In een gezamenlijke verklaring zeiden ze dat ze niet als Republikein of als Democraat naar de herdenking gaan, maar als Amerikaan. In New York werden McCain en Obama bijgestaan door McCains vrouw Cindy en de burgemeester van New York Michael Bloomberg. 's Avonds waren beide presidentskandidaten te gast op de Columbia Universiteit, waar ze elk afzonderlijk vragen beantwoordden van twee journalisten. McCain en Obama prezen elkaar over hun werk in dienst van de Verenigde Staten. Dat was dan ook het thema van het forum. McCain zei dat hij respect had voor het werk van buurtwerkers, wat Obama is geweest, en dat hij zou overwegen om Obama als minister van dienstverlening zou vragen. Obama op zijn beurt had alleen maar lovende woorden voor McCains militaire dienst.
Na de herdenking ging de campagne een nieuwe fase in. Een tv-commercial die het Obama-kamp lanceerde stelde McCain voor als een digibeet die geen voeling heeft met de huidige maatschappij. Het filmpje toonde McCain in de jaren tachtig, met een pak en een bril die anno nu onflatteus overkomen. "In 1982 ging John McCain naar Washington", zegt een stem. "In de afgelopen 26 jaar is er veel veranderd, maar niet John McCain. Hij geeft toe dat hij nog steeds niet met een computer overweg kan en geen e-mails kan versturen". McCains oorlogswonden beletten hem hier echter van. Obama kwam later terug op aanvallen uit Republikeinse hoek waarin laatdunkend wordt gedaan over zijn vroegere baan als buurtwerker in Chicago. Dat was 'de beste opleiding die ik ooit heb gehad', zei hij.
Ook Palins achtergrond en ervaring werden belicht. Sinds McCain zijn verrassende keuze voor haar als zijn running mate bekendmaakte had de 44-jarige gouverneur van Alaska in wervende speeches indruk gemaakt op de kiezers. In een interview met het televisienetwerk ABC werd het duidelijk dat zij op het gebied van buitenlands beleid op geen enkele ervaring kan bogen. Behalve een reis, vorig jaar, naar Amerikaanse troepen in Koeweit en Duitsland, heeft ze alleen Canada en Mexico bezocht. Ze zei 'klaar' te zijn om president te worden als dat nodig zou zijn, maar ging een vraag naar haar kwalificaties om opperbevelhebber te zijn uit de weg. Wel viel Palin Obama aan door te suggereren dat Obama spijt heeft van het feit dat hij niet Clinton heeft gekozen als running mate. "Ik denk dat hij spijt heeft dat hij niet voor haar heeft gekozen. Zo'n vastberadenheid, zo'n moed en zo'n verschijning ondanks alle beproevingen die ze heeft doorstaan", zei ze. De democraten reageerden met een video waarin Palin zegt dat de "weeklachten" van Clinton tijdens de voorverkiezingen "geen enkel nut hebben voor vrouwen in de politiek, noch voor vrouwen in het algemeen". "Sarah Palin zou beter haar respect en haar hypocriete gevoelens sparen", aldus het kamp van Obama.
In september 2008 werd de campagne duidelijk vuiler dan voor de conventies. Barack Obama kreeg veel kritiek van de Republikeinen na een opmerking van Obama over de Republikeinen. "Je kan een varken lippenstift opdoen, het blijft een varken." Dat zei de Democratische presidentskandidaat Obama op een verkiezingsbijeenkomst waarop hij de plannen van McCain voor economische veranderingen aanviel. Obama zou daarmee op de belofte doelen van McCain dat die na het presidentschap van zijn partijgenoot Bush voor verandering zal zorgen. Obama meende dat 'verandering' alleen met hemzelf mogelijk is. Maar de Republikeinen bekritiseerde de uitspraak omdat ze vonden dat Obama hiermee Sarah Palin aanviel. Palin beschreef zichzelf eerder in de campagne als een pitbull met lipstick. "Beledigend, laag en seksistisch", karakteriseerde McCains campagne de opmerking. "Leugens en gespeelde woede," stelde Obama die opmerkte dat zijn onschuldig bedoelde opmerking uit zijn verband gerukt was om de aandacht van de echte problemen in het land af te leiden.
Op 14 september maakte het campagneteam van Obama bekend dat het een recordbedrag van ruim 66 miljoen dollar had binnengekregen. Het geld was onder meer afkomstig van ruim een half miljoen nieuwe donateurs. McCain kreeg in augustus bijna 46 miljoen dollar binnen voor zijn campagne, volgens zijn campagneteam.

Stand van de polls op 9 oktober 2008. Blauw = Democraten, rood = Republikeinen. Donkere kleur = sterke voorkeur (>10%), lichte kleur = zwakke voorkeur (5-9%), omrand of wit = <5% of statistisch niet significant. Bij deze laatste gaat het opgeteld om 98 kiesmannen; Obama heeft 277 kiesmannen achter zich, McCain 163. Voor de meerderheid zijn 270 kiesmannen nodig. Bron: A. Tanenbaum, [http://www.electoral-vote.com/evp2008/Pres/Maps/Oct09.html www.electoral-vote.com

Begin oktober, minder dan een maand voor de verkiezingen, tekende zich een duidelijke voorsprong af voor Obama. Hij stond ongeveer vijf procent voor in de landelijke peilingen, nog net geen significante meerderheid (de meeste polls hanteren een betrouwbaarheidsmarge van +/- 3%). Belangrijker is het aantal staten dat op dat moment op de hand leek van Obama; bij winst van een staat gaan immers alle gedelegeerden naar die kandidaat. Direct na het tweede presidentiële debat op 7 oktober stond Obama op 264 gedelegeerden, McCain op 163 met 111 toss-up (minder dan 5% verschil). Voor een meerderheid (270 gedelegeerden) heeft Obama dan nog maar zes gedelegeerden of één staat nodig; McCain zou alle staten moeten winnen die nog niet 'beslist' zijn. Bij de laatste is echter maar een staat (Indiana) waarin McCain nog een voorsprong heeft. Worden kleine verschillen beneden 5% meegeteld, dan staat Obama zelfs op 349 tegen 174 stemmen en gaat alleen de staat North Carolina nog gelijk-op (tied), nota bene een staat die met een grote marge naar de Republikeinen pleegt te gaan. Ter vergelijking: in 1996 won president Clinton op het toppunt van zijn populariteit met 379 tegen 159 stemmen.

## Voornaamste kwesties in de verkiezingsstrijd
McCain heeft een duidelijk voordeel als het gaat om buitenlandse politiek en militaire kwesties zoals de Irak-oorlog. Hij wordt ook gezien als de sterkere leider in crisissituaties. Dit heeft te maken met zijn leeftijd en met zijn gevechtservaring. Zijn keuze voor een veel jongere, vrouwelijke politicus gaf hem aanvankelijk een sterke impuls, waardoor hij na de Republikeinse conventie voor het eerst een voorsprong kreeg in de polls.
Obama geniet echter meer vertrouwen als het gaat om economische kwesties, waarvan McCain overigens heeft toegegeven er minder verstand van te hebben. Na de melt-down van Amerikaanse zakenbanken in de derde week van september (zie hiervoor de Kredietcrisis) herkreeg Obama momentum, tot een 52%-43% voorsprong in een poll van Washington Post/ABC.
Beide kandidaten claimen hervorming van de "oude politiek", de in Washington gecentreerde, sterk door lobbygroepen beïnvloede staatsmacht. In dit opzicht doen de kandidaten weinig voor elkaar onder; sommige 'linkse' Democraten als Robert F. Kennedy jr. verwijten McCains running mate Sarah Palin echter een product te zijn van de olie-lobby.

Verschil in stempercentages per county ten opzichte van 2004. Donkerder blauw betekent relatieve winst voor de Democratische kandidaat, donkerder rood betekent relatieve winst voor de Republikeinse kandidaat.

### Swing States, Swing Voters
Traditioneel is een beperkt aantal staten beslissend tijdens presidentsverkiezingen. Bij de beruchte verkiezing van 2000 (Bush. vs. Gore) gaf een meerderheid van 537 stemmen in Florida de doorslag. Ook de kleine staat New Hampshire (4 kiesmannen) was bijzonder spannend en had eveneens de doorslag kunnen geven.
Gedurende de verkiezingsstrijd in 2008 werden ook deze staten zwaar bevochten, alsmede Pennsylvania en Ohio. Echter ook een aantal staten die Bush met gemak won in 2004 waren in 2008 binnen het bereik van Obama, met name Colorado, Virginia, Indiana, Missouri en North Carolina. Toen gedurende de avond van de verkiezingen de uitslagen van de genoemde staten, op Missouri na, allemaal ten gunste van Obama uitvielen, werd het duidelijk dat hij de verkiezingen ging winnen. In de dagen na de verkiezingen werd bekendgemaakt, dat Obama ook Indiana en North Carolina gewonnen had.
Swing voters, de grote groep kiezers die makkelijk van het ene naar het andere kamp overstapt dan wel helemaal nog geen stem heeft bepaald, kunnen het beeld drastisch wijzigen. De belangrijkste groepen zijn hier blanke vrouwen, blanke katholieken (zowel mannen als vrouwen) en 'onafhankelijke' kiezers die zich niet hebben geregistreerd als aanhanger van een partij (overigens zegt partijregistratie niet zo heel veel; een Democraat kan bv. gewoon stemmen voor een Republikeinse senator). Direct na de keuze voor Sarah Palin als running mate stapten blanke vrouwen massaal over naar het Republikeinse kamp, om twee weken later weer grotendeels te switchen naar Obama. Zwarte kiezers stemmen voor bijna 100% voor Obama.
De invloed van onafhankelijke kandidaten, zoals Ralph Nader en Bob Barr (Libertarians) was verwaarloosbaar.

### Overige verkiezingen
Behalve presidentsverkiezingen worden er op 4 november ook verkiezingen gehouden voor een deel van de Senaat die uit 100 zetels bestaat, en voor het gehele Huis van Afgevaardigden. Ook in deze verkiezingen staan de Republikeinen op verlies. In het Huis waren de Republikeinen al in de minderheid en de voorzitter Nancy Pelosi is een Democraat. In de Senaat hebben de Democraten hun bestaande meerderheid van 51 tegen 49 zetels uitgebreid (officieel is de senaat 49-49 verdeeld, maar de beide onafhankelijke kandidaten zijn veel nauwer verbonden met de democraten dan de Republikeinen); waren zij hier op 60 zetels uitgekomen, dan was de meerderheid groot genoeg om een Republikeinse filibuster tegen te houden.

## Debatten en verkiezing
- 26 september - Eerste presidentiële debat, Universiteit van Mississippi, Oxford (Mississippi).
- 2 oktober - Vicepresidentiële debat, Washington University, St. Louis (Missouri).
- 7 oktober - Tweede presidentiële debat, Belmont University, Nashville (Tennessee).
- 15 oktober - Derde presidentiële debat, Hofstra University, Hempstead (New York).
- 4 november - Verkiezingsdag. Barack Obama wint en zal de nieuwe president worden.
- 20 januari 2009 - Inauguratie van de nieuwe president.

## Uitslag
| Naam            | Barack Obama                 | John McCain          | Ralph Nader     |
| Partij          | Democratische Partij         | Republikeinse Partij | Onafhankelijken |
| Thuisstaat      | Illinois                     | Arizona              | Connecticut     |
| Running mate    | Joe Biden                    | Sarah Palin          | Matt Gonzalez   |
| Kiesmannen      | 365                          | 173                  | 0               |
| Gewonnen staten | 28+DC+1 kiesman van Nebraska | 22                   | 0               |
| Aantal stemmen  | 69.456.897                   | 59.934.814           | 739.034         |
| Percentage      | 52,9%                        | 45,7%                | 0,56%           |